# 다자 얽힘
{\displaystyle m>2}개의 하위 시스템으로 구성된 시스템의 경우, 양자 얽힘 상태의 분류는 이분할 경우보다 더 풍부하다. 실제로 다자 얽힘(영어: Multipartite entanglement)에서는 완전히 분리 가능 상태와 완전히 얽힘 상태 외에도 부분적으로 분리 가능한 상태의 개념이 존재한다.

## 완전 및 부분 분리 가능성
완전히 분리 가능하고 완전히 얽힌 다자 상태의 정의는 이분할 경우의 분리 가능하고 얽힌 상태의 정의를 다음과 같이 자연스럽게 일반화한다.

### m개 시스템의 완전 m-분리 가능성 (m-분리성)
힐베르트 공간 {\displaystyle \;{\mathcal {H}}_{A_{1}\ldots A_{m}}={\mathcal {H}}_{A_{1}}\otimes \cdots \otimes {\mathcal {H}}_{A_{m}}}를 가진 {\displaystyle \;m}개 하위 시스템 {\displaystyle \;A_{1},\ldots ,A_{m}}의 상태 {\displaystyle \;\varrho _{A_{1}\ldots A_{m}}}는 다음 형식으로 작성될 수 있는 경우에만 완전히 분리 가능하다.
{\displaystyle \;\varrho _{A_{1}\ldots A_{m}}=\sum _{i=1}^{k}p_{i}\varrho _{A_{1}}^{i}\otimes \cdots \otimes \varrho _{A_{m}}^{i}.}
이에 상응하여, 상태 {\displaystyle \;\varrho _{A_{1}\ldots A_{m}}}가 위 형식으로 작성될 수 없는 경우 완전히 얽혀 있다고 한다.
이분할 경우와 마찬가지로, {\displaystyle \;m}-분리 가능한 상태의 집합은 트레이스 노름(trace norm)에 대해 볼록하고 닫혀 있으며, 분리 가능성은 이분할 연산의 직접적인 일반화인 {\displaystyle \;m}-분리 가능 연산 {\displaystyle \;\sum _{i}\Omega _{i}^{1}\otimes \cdots \otimes \Omega _{i}^{n}} 하에서 유지된다.
{\displaystyle \;\varrho _{A_{1}\ldots A_{m}}\to {\frac {\sum _{i}\Omega _{i}^{1}\otimes \cdots \otimes \Omega _{i}^{n}\varrho _{A_{1}\ldots A_{m}}(\Omega _{i}^{1}\otimes \cdots \otimes \Omega _{i}^{n})^{\dagger }}{\operatorname {Tr} [\sum _{i}\Omega _{i}^{1}\otimes \cdots \otimes \Omega _{i}^{n}\varrho _{A_{1}\ldots A_{m}}(\Omega _{i}^{1}\otimes \cdots \otimes \Omega _{i}^{n})^{\dagger }]}}.}
그러나 위에서 언급했듯이, 다자 환경에서는 부분 분리 가능성에 대한 여러 개념도 존재한다.

### 분할에 대한 분리 가능성
{\displaystyle \;m}개 하위 시스템 {\displaystyle \;A_{1},\ldots ,A_{m}}의 상태 {\displaystyle \;\varrho _{A_{1}\ldots A_{m}}}는 주어진 분할 {\displaystyle \;\{I_{1},\ldots ,I_{k}\}}에 대해 분리 가능하다. 여기서 {\displaystyle \;I_{i}}는 인덱스 {\textstyle \;I=\{1,\ldots ,m\},\bigcup _{j=1}^{k}I_{j}=I}의 서로소 부분 집합이며, 이는 다음 형식으로 작성될 수 있는 경우에만 해당한다.
{\displaystyle \;\varrho _{A_{1}\ldots A_{m}}=\sum _{i=1}^{N}p_{i}\varrho _{1}^{i}\otimes \cdots \otimes \varrho _{k}^{i}.}

### 반분리성
상태 {\displaystyle \;\varrho _{A_{1}\ldots A_{m}}}는 모든 {\displaystyle \;1}-{\displaystyle \;(m-1)} 분할, {\displaystyle \;{\big \{}I_{1}=\{k\},I_{2}=\{1,\ldots ,k-1,k+1,\ldots ,m\}{\big \}},1\leq k\leq m} 하에서 분리 가능한 경우에만 반분리적이다.

### k-생성 가능성
{\displaystyle \;m}-입자 시스템은 {\displaystyle \;k}-생성 가능하며, 이는 각각의 상태가 특정 분할 {\displaystyle \;\{I_{1},\ldots ,I_{L}\}}에 대해 분리 가능한 상태들의 혼합이다. 여기서 {\displaystyle I_{l}}의 크기는 최대 {\displaystyle k}이다. 상태가 k-생성 가능하지 않으면 최소 {\displaystyle (k+1)}-입자 얽힘이다.
s-입자 얽힘은 여러 입자로 진행된 다양한 실험에서 감지되었다. 이러한 실험은 종종 양자 상태의 얽힘 깊이를 감지하는 것으로 언급된다.

### 얽힘의 k-확장성
k-생성 가능하지만 {\displaystyle (k-1)}-생성 가능하지 않고 h-분리 가능하지만 {\displaystyle (h+1)}-분리 가능하지 않은 순수 상태의 경우, 확장성은 {\displaystyle k-h.}이다. 이 정의는 일반적인 방식으로 혼합 상태로 확장될 수 있다. 입자를 그룹으로 분할하는 것에 기반한 추가적인 속성을 정의할 수 있으며, 이에 대한 연구가 광범위하게 이루어졌다.

## 분리 가능성 특징화 및 기준

### 순수 상태
완전 m-분리 가능성에 대한 동등한 정의는 다음과 같다. {\displaystyle \;m}개 하위 시스템 {\displaystyle \;A_{1},\ldots ,A_{m}}의 순수 상태 {\displaystyle |\Psi _{A_{1}\ldots A_{m}}\rangle }는 다음 형식으로 작성될 수 있는 경우에만 완전히 {\displaystyle \;m}-부분 분리 가능하다.
{\displaystyle \;|\Psi _{A_{1}\ldots A_{m}}\rangle =|\psi _{A_{1}}\rangle \otimes \cdots \otimes |\psi _{A_{m}}\rangle .}
이를 확인하기 위해서는 기본 하위 시스템의 축약 밀도 행렬을 계산하여 순수 상태인지 확인하는 것으로 충분하다. 그러나 다자 경우에서는 일반화된 슈미트 분해 {\displaystyle \;|\Psi _{A_{1}\ldots A_{m}}\rangle =\sum _{i=1}^{\min\{d_{A_{1}},\ldots ,d_{A_{m}}\}}a_{i}|e_{A_{1}}^{i}\rangle \otimes \cdots \otimes |e_{A_{m}}^{i}\rangle }를 허용하는 다자 순수 상태가 드물기 때문에 쉽게 수행할 수 없다. 다자 상태는 임의의 하위 시스템을 제거했을 때 나머지가 완전히 분리 가능한 상태인 경우 일반화된 슈미트 분해를 허용한다.
따라서 일반적으로 순수 상태의 얽힘은 모든 이분 분할의 축약 밀도 행렬 스펙트럼으로 설명된다. 즉, 모든 이분 분할이 혼합 축약 밀도 행렬을 생성하는 경우에만 상태는 진정으로 {\displaystyle \;m}-얽혀 있다.

### 혼합 상태
다자 경우에는 {\displaystyle 2\otimes 2} 및 {\displaystyle 2\otimes 3} 경우에 PPT 기준이 제공하는 것과 같은 간단한 필요충분 분리 가능성 조건은 없다. 그러나 이분할 설정에서 사용되는 많은 분리 가능성 기준은 다자 경우로 일반화될 수 있다.

#### 양수이지만 완전 양수가 아닌(PnCP) 맵과 얽힘 증거
양수이지만 완전 양수가 아닌 맵 측면에서 분리 가능성의 특징화는 이분할 경우에서 자연스럽게 일반화될 수 있다.
양수이지만 완전 양수가 아닌 (PnCP) 맵 {\displaystyle \;\Lambda _{A_{2}\ldots A_{m}}:{\mathcal {B}}({\mathcal {H}}_{A_{2}\ldots A_{m}})\to {\mathcal {B}}({\mathcal {H}}_{A_{1}})}은 다음과 같은 형태의 비자명한 필요 분리 가능성 기준을 제공한다.
{\displaystyle \;(I_{A_{1}}\otimes \Lambda _{A_{2}\ldots A_{m}})[\varrho _{A_{1}\ldots A_{m}}]\geq 0,}
여기서 {\displaystyle \;I_{A_{1}}}는 첫 번째 하위 시스템 {\displaystyle \;{\mathcal {H}}_{A_{1}}}에 작용하는 항등원이다.
상태 {\displaystyle \;\varrho _{A_{1}\ldots A_{m}}}는 모든 PnCP 맵 {\displaystyle \;\Lambda _{A_{2}\ldots A_{m}}:{\mathcal {B}}({\mathcal {H}}_{A_{2}\ldots A_{m}})\to {\mathcal {B}}({\mathcal {H}}_{A_{1}})}에 대해 위 조건이 충족될 때에만 분리 가능하다.
얽힘 증거의 정의와 이분할 경우에서 PnCP 맵과 얽힘 증거를 연결하는 초이-자미오우코프스키 동형도 다자 설정으로 일반화될 수 있다.
따라서 다자 상태에 대한 얽힘 증거로부터 분리 가능성 조건을 얻는다. 즉, 상태 {\displaystyle \;\varrho _{A_{1}\ldots A_{m}}}는 모든 얽힘 증거 {\displaystyle W}에 대해 비음수 평균값 {\displaystyle \;\operatorname {Tr} (W\varrho _{A_{1}\ldots A_{m}})\geq 0}을 가지는 경우 분리 가능하다. 이에 상응하여, {\displaystyle \;\varrho _{A_{1}\ldots A_{m}}}의 얽힘은 {\displaystyle \;\operatorname {Tr} (W\varrho _{A_{1}\ldots A_{m}})<0}인 경우에만 증거 {\displaystyle \;W}에 의해 감지된다.
위 설명은 {\displaystyle \;m}-자 시스템의 {\displaystyle \;m}-분리 가능성에 대한 완전한 특징화를 제공한다.

#### 범위 기준
"범위 기준"도 이분할 경우에서 다자 경우로 즉시 일반화될 수 있다. 후자의 경우 {\displaystyle \;\varrho _{A_{1}\ldots A_{m}}}의 범위는 벡터 {\displaystyle \;\{|\varphi _{A_{1}}\rangle ,\ldots ,|\varphi _{A_{m}}\rangle \}}에 의해 스팬되어야 하며, 부분 집합 {\displaystyle \;\{A_{k_{1}}\ldots A_{k_{l}}\}\subset \{A_{1}\ldots A_{m}\}}에 대해 부분 전치된 {\displaystyle \;\varrho _{A_{1}\ldots A_{m}}^{T_{A_{k_{1}}\ldots A_{k_{l}}}}}의 범위는 이 벡터들의 곱으로 스팬되어야 한다. 여기서 인덱스 {\displaystyle \;k_{1},\ldots ,k_{l}}을 가진 벡터들은 복소 공액이다. 상태 {\displaystyle \;\varrho _{A_{1}\ldots A_{m}}}가 분리 가능하다면, 그러한 모든 부분 전치는 비음수 스펙트럼을 가진 행렬로 이어져야 한다. 즉, 모든 행렬 {\displaystyle \;\varrho _{A_{1}\ldots A_{m}}^{T_{A_{k_{1}}\ldots A_{k_{l}}}}}은 그 자체로 상태여야 한다.

#### 재정렬 기준
이분할 경우의 "재정렬 기준"은 다자 설정에서 순열 기준으로 일반화된다. 상태 {\displaystyle \varrho _{A_{1}\ldots A_{m}}}가 분리 가능하다면, 곱셈 기반에서 행렬 인덱스의 순열 {\displaystyle \;\pi }를 통해 원래 상태에서 얻은 행렬 {\displaystyle \;[R_{\pi }(\varrho _{A_{1}\ldots A_{m}})]_{i_{1}j_{1},i_{2}j_{2},\ldots ,i_{n}j_{n}}\equiv \varrho _{\pi (i_{1}j_{1},i_{2}j_{2},\ldots ,i_{n}j_{n})}}는 {\displaystyle \;||R_{\pi }(\varrho _{A_{1}\ldots A_{m}})]||_{\operatorname {Tr} }\leq 1}을 만족한다.

#### 수축 기준
마지막으로, 수축 기준은 이분할 경우에서 다자 경우로 즉시 일반화된다.

## 다자 얽힘 측정
얽힘의 상대 엔트로피, 얽힘의 강건성 및 얽힘 압축과 같은 이분할 상태에 대한 많은 공리적 얽힘 측정은 다자 설정으로 일반화될 수 있다.
예를 들어, 얽힘의 상대 엔트로피는 이분할 분리 가능 상태 집합 대신 적절한 집합을 취함으로써 다자 경우로 일반화될 수 있다. 완전히 분리 가능한 상태의 집합을 취할 수 있지만, 이 선택으로는 진정한 다자 얽힘과 {\displaystyle \mathrm {EPR} _{AB}\otimes \mathrm {EPR} _{CD}}와 같은 여러 이분할 얽힘을 구별하지 못할 것이다. 진정한 다자 얽힘을 분석하려면 {\displaystyle k}-입자 얽힘을 초과하지 않는 상태 집합을 고려해야 한다.
얽힘 압축의 경우, 다자 버전은 단순히 이분할 시스템의 상호정보를 다자 시스템에 대한 일반화로 대체함으로써 얻을 수 있다. 즉,
{\displaystyle I(A_{1}:\ldots :A_{N})=S(A_{1})+\cdots +S(A_{N})-S(A_{1}\ldots A_{N})}이다.
그러나 다자 설정에서는 상태의 얽힘을 설명하는 데 훨씬 더 많은 매개변수가 필요하며, 따라서 특히 순수 다자 상태에 대해 많은 새로운 얽힘 측정이 구성되었다.

### 순수 상태를 위한 다자 얽힘 측정
다자 설정에는 이분할 얽힘 측정의 합의 함수에 불과한 얽힘 측정이 있다. 예를 들어, 하나의 큐비트와 다른 모든 큐비트 사이의 합치도의 합으로 주어지는 전역 얽힘이 있다. 이러한 다자 얽힘 측정의 경우 LOCC 하에서의 단조성은 이분할 측정에서 단순히 상속된다. 그러나 다음과 같이 특히 다자 상태를 위해 구성된 얽힘 측정값도 있다.

#### 엉킴
이분할 측정의 직접적인 일반화도 아니고 쉬운 조합도 아닌 첫 번째 다자 얽힘 측정은 Coffman 등이 도입했으며 엉킴(tangle)이라고 불린다.
정의:
{\displaystyle \;\tau (A:B:C)=\tau (A:BC)-\tau (AB)-\tau (AC),}
여기서 우변의 {\displaystyle \;2}-엉킴은 합치도의 제곱이다.
엉킴 측정은 순열 불변이다. 그것은 어떤 절단에서도 분리 가능한 모든 상태에서 사라진다. 예를 들어, GHZ-상태에서는 0이 아니며, W-상태와 같이 3-얽힌(즉, 어떤 절단에 대해서도 곱이 아닌) 상태의 경우 0으로 간주될 수 있다. 또한, 초행렬식을 통해 다중 큐비트 시스템에 대한 엉킴의 좋은 일반화를 얻을 가능성이 있을 수 있다.

#### 슈미트 측정
이는 다자 상태를 위해 특별히 구성된 최초의 얽힘 측정 중 하나이다.
정의:
{\displaystyle \;\log r}의 최솟값, 여기서 {\displaystyle \;r}은 곱셈 기반에서 상태 확장의 항 수이다.
이 측정은 상태가 완전히 곱셈일 때에만 0이다. 따라서 진정한 다자 얽힘과 이분할 얽힘을 구별할 수 없지만, 많은 상황에서 유용할 수 있다.

#### 정규형 기반 측정
이것은 상태 분류의 맥락에서 얻어진 흥미로운 다자 얽힘 측정 종류이다. 즉, 상태의 임의의 동차 함수를 고려한다. 만약 SLOCC(확률적 LOCC) 연산 하에서 결정자가 1과 같을 때 불변이라면, 그것은 강한 의미에서 얽힘 단조 함수이다. 즉, 강한 단조성 조건을 만족한다.

#### 초행렬식 기반 측정
미야케(Miyake)는 초행렬식이 얽힘 단조 함수이며, {\displaystyle EPR}의 곱과 같은 상태는 얽힘이 0이라는 의미에서 진정한 다자 얽힘을 설명함을 증명했다. 특히 합치도와 엉킴은 초행렬식의 특수한 경우이다. 실제로 두 개의 큐비트에 대한 합치도는 단순히 행렬식의 절댓값이며, 이는 1차 초행렬식이다. 반면 엉킴은 2차 초행렬식, 즉 세 개의 인덱스를 가진 텐서의 함수이다.

#### 기하학적 얽힘
{\displaystyle \psi }의 기하학적 얽힘 측정은 다음 값의 최솟값이다.
{\displaystyle \|\psi -\varphi \|_{2}}
모든 분리 가능한 상태 {\displaystyle \varphi =\bigotimes _{i=1}^{N}\varphi _{i}}에 대해.
이 접근 방식은 구별 가능한 입자 또는 스핀 시스템에 적용된다. 동일하거나 구별 불가능한 페르미온 또는 보손의 경우, 전체 힐베르트 공간은 각 개별 입자의 텐서곱이 아니다. 따라서 간단한 수정이 필요하다. 예를 들어, 동일한 페르미온의 경우, 전체 파동 함수 {\displaystyle \psi }가 완전히 반대칭이므로 {\displaystyle \varphi }도 그러해야 한다. 즉, {\displaystyle \psi }를 근사화하기 위해 취해진 {\displaystyle \varphi }는 슬레이터 행렬식 파동 함수여야 한다.

#### 국지적 얽힘
이 얽힘 측정은 도움의 얽힘의 일반화이며 스핀 사슬의 맥락에서 구성되었다. 즉, 두 스핀을 선택하고 그들 사이에 가능한 가장 큰 이분할 얽힘(두 이분할 상태에 대해 선택된 얽힘 측정에 따라 측정됨)을 얻는 것을 목표로 하는 LOCC 연산을 수행한다.